# C-80
Der C-80 ist ein Lerncomputer, der 1986 von Joachim Czepa entwickelt wurde.

## Hardware
Der Computer ist technisch recht einfach aufgebaut. Er bestand aus zwei Leiterplatten, 24 Tasten und einem Segment-Display mit acht Stellen. Das Herzstück stellt der U880-Prozessor und ein 2 KB großes ROM dar. Weiterhin waren zwei PIOs U885 verbaut.

## Software
Das Betriebssystem wird schlicht „Monitorprogramm“ genannt. Programme konnten mittels Kassettenrekorder gespeichert und geladen werden.

## Emulation
Mittels JKCEMU lässt sich der Rechner emulieren.